# Combles
Combles és un municipi francès situat al departament del Somme i a la regió dels Alts de França. L'any 2007 tenia 707 habitants.

## Demografia

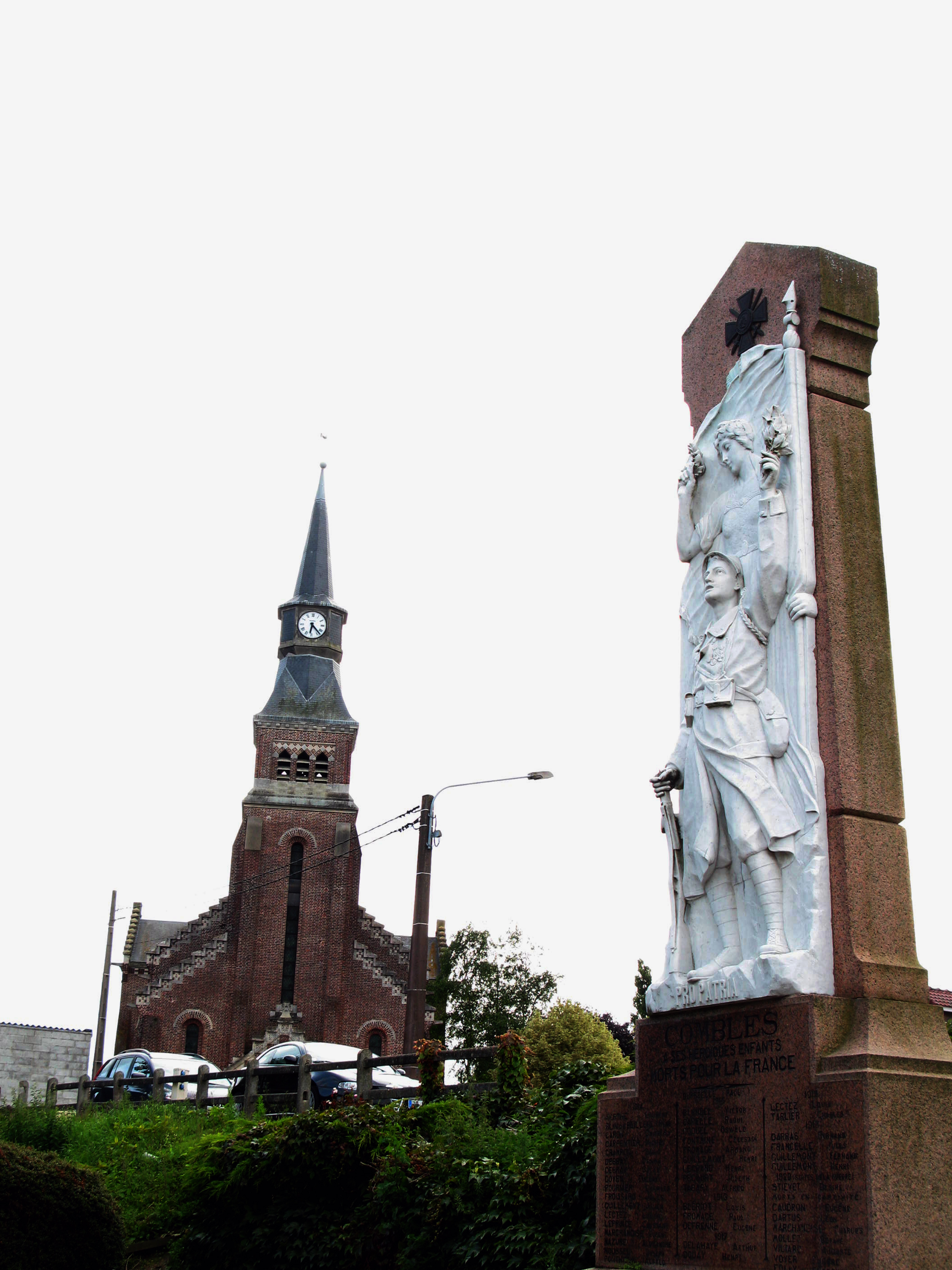
Església i monument

### Població
El 2007 la població de fet de Combles era de 707 persones. Hi havia 284 famílies de les quals 80 eren unipersonals (40 homes vivint sols i 40 dones vivint soles), 88 parelles sense fills, 100 parelles amb fills i 16 famílies monoparentals amb fills.
La població ha evolucionat segons el següent gràfic:
Habitants censats

### Habitatges
El 2007 hi havia 347 habitatges, 290 eren l'habitatge principal de la família, 31 eren segones residències i 26 estaven desocupats. 326 eren cases i 19 eren apartaments. Dels 290 habitatges principals, 234 estaven ocupats pels seus propietaris, 45 estaven llogats i ocupats pels llogaters i 11 estaven cedits a títol gratuït; 23 tenien dues cambres, 45 en tenien tres, 75 en tenien quatre i 147 en tenien cinc o més. 239 habitatges disposaven pel capbaix d'una plaça de pàrquing. A 136 habitatges hi havia un automòbil i a 113 n'hi havia dos o més.

### Piràmide de població
La piràmide de població per edats i sexe el 2009 era:
| Homes | Edats   | Dones |
| ----- | ------- | ----- |
| 0     | 95 o +  | 0     |
| 0     | 90 a 94 | 0     |
| 0     | 85 a 89 | 0     |
| 8     | 80 a 84 | 12    |
| 12    | 75 a 79 | 12    |
| 16    | 70 a 74 | 36    |
| 16    | 65 a 69 | 12    |
| 36    | 60 a 64 | 28    |
| 8     | 55 a 59 | 20    |
| 24    | 50 a 54 | 32    |
| 40    | 45 a 49 | 24    |
| 8     | 40 a 44 | 16    |
| 28    | 35 a 39 | 28    |
| 24    | 30 a 34 | 12    |
| 20    | 25 a 29 | 12    |
| 24    | 20 a 24 | 12    |
| 16    | 15 a 19 | 16    |
| 12    | 10 a 14 | 20    |
| 24    | 5 a 9   | 24    |
| 28    | 0 a 4   | 20    |

## Economia
El 2007 la població en edat de treballar era de 420 persones, 280 eren actives i 140 eren inactives. De les 280 persones actives 243 estaven ocupades (132 homes i 111 dones) i 37 estaven aturades (23 homes i 14 dones). De les 140 persones inactives 58 estaven jubilades, 32 estaven estudiant i 50 estaven classificades com a «altres inactius».

### Ingressos
El 2009 a Combles hi havia 312 unitats fiscals que integraven 739,5 persones, la mediana anual d'ingressos fiscals per persona era de 16.231 €.

### Activitats econòmiques
Dels 29 establiments que hi havia el 2007, 1 era d'una empresa alimentària, 1 d'una empresa de fabricació d'altres productes industrials, 6 d'empreses de comerç i reparació d'automòbils, 4 d'empreses de transport, 3 d'empreses d'hostatgeria i restauració, 1 d'una empresa d'informació i comunicació, 3 d'empreses financeres, 2 d'empreses de serveis, 6 d'entitats de l'administració pública i 2 d'empreses classificades com a «altres activitats de serveis».
Dels 7 establiments de servei als particulars que hi havia el 2009, 1 era una oficina de correu, 3 oficines bancàries, 1 taller de reparació d'automòbils i de material agrícola, 1 perruqueria i 1 restaurant.
Dels 2 establiments comercials que hi havia el 2009, 1 era una botiga de més de 120 m² i 1 una botiga de menys de 120 m².
L'any 2000 a Combles hi havia 10 explotacions agrícoles que ocupaven un total de 1.100 hectàrees.

## Equipaments sanitaris i escolars
El 2009 hi havia 1 farmàcia i 1 ambulància.
El 2009 hi havia una escola elemental.

## Poblacions més properes
El següent diagrama mostra les poblacions més properes.